# Sphaeriodiscus irritatus
Sphaeriodiscus irritatus is een zeester uit de familie Goniasteridae.
De wetenschappelijke naam van de soort werd in 2001 gepubliceerd door Helen Shearburn Clark.